# Dignano
Dignano is een gemeente in de Italiaanse provincie Udine (regio Friuli-Venezia Giulia) en telt 2408 inwoners (31-12-2004). De oppervlakte bedraagt 27,2 km², de bevolkingsdichtheid is 86 inwoners per km².
De volgende frazioni maken deel uit van de gemeente: Carpacco, Vidulis, Bonzicco.

## Demografie
Dignano telt ongeveer 953 huishoudens. Het aantal inwoners daalde in de periode 1991-2001 met 8,7% volgens cijfers uit de tienjaarlijkse volkstellingen van ISTAT.
| Jaar | Inwoneraantal |
| ---- | ------------- |
| 1991 | 2549          |
| 2001 | 2326          |

## Geografie
Dignano grenst aan de volgende gemeenten: Coseano, Flaibano, Rive d'Arcano, San Daniele del Friuli, San Giorgio della Richinvelda (PN), Spilimbergo (PN).